# Ясенец белый
Ясене́ц бе́лый (лат. Dictamnus albus) — вид многолетних травянистых растений рода Ясенец (Dictamnus) семейства Рутовые (Rutaceae).
Другие русские названия — дикий бадьян, волкана, ясеник, бодан, ясенник, бадан, неопалимая купина.

## Экология и распространение
Ареал вида охватывает материковую Европу, Ближний (без Аравийского полуострова) и Средний Восток, Среднюю Азию, Индию, Монголию и Китай. На территории России растение встречается в Восточной Сибири, на Алтае и Дальнем Востоке.
Растёт в степях, среди кустарников, в светлых лесах.

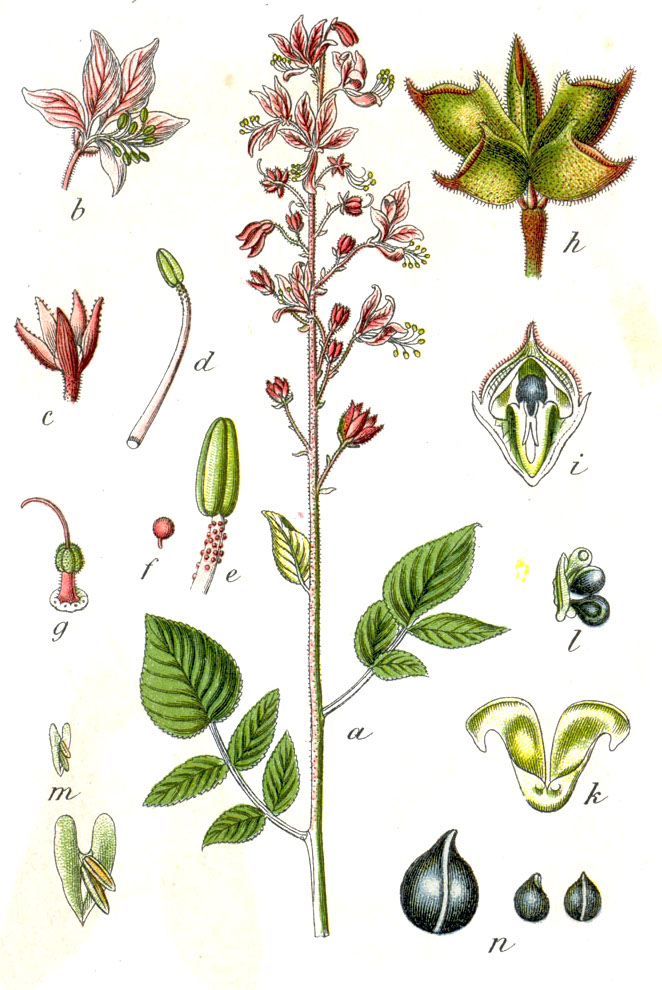

## Ботаническое описание
Стебель более или менее курчаво пушистый, внизу всегда голый, 50—80 см высотой.
Листья непарноперистые с тремя-четырьмя, пятью-шестью парами мелких, на верхушке острых, пильчатых листочков.
Соцветие метельчато-кистевидное или кистевидное. Лепестки розовато-сиреневые, с пурпурными жилками, продолговатые, суженные в короткий ноготок.
Плод — коробочка.
Цветёт в июне — июле. Плоды созревают в июле — августе.

## Значение и применение
В корнях и листьях содержатся алкалоиды; выход их из листьев в фазе вегетации 0,28 %. Среди алкалоидов обнаружены скиммианин, диктамнин, тригонеллин. В надземной части растения содержатся холин, сапонины, эфирное масло. Выход эфирного масла из цветущих растений 0,09 %, из свежих зелёных листьев — 0,14—0,16 %. В состав эфирного масла входит анетол и метилхавикол.
Зелёные молодые части растения до цветения употребляются как  пряность. Ясенец – это небольшой род растений, ведущий свое начало из Азии. Ни один вид из этого рода не используется в научной медицине. Ясенец – это опасное для человека растение, если прикоснуться к нему в жаркий летний день, можно получить серьезные химические ожоги кожи. Также ясенец нельзя нюхать, иначе ожогов слизистых оболочек также не избежать. Название «ясенец» растение получило за сходство своих листьев с листьями ясеня. 
В народной медицине сок травы использовали для выведения бородавок; отвар корня — при поносе, как противоглистное и противолихорадочное средство, при эпилепсии, малярии, желтухе, ангиохолите; наружно — при чесотке, крапивнице, облысении; настой семян — как косметическое средство.

## Таксономическое положение
Вид Ясенец белый входит в род Ясенец (Dictamnus) семейства Рутовые (Rutaceae) порядка Сапиндоцветные (Sapindales).
|  |                                      |  |                                                             |                                                             |                   |  | ещё 8 семейств (согласно Системе APG II) | ещё 8 семейств (согласно Системе APG II) |                     |  |  |  | ещё 2 вида |
|  |                                      |  |                                                             |                                                             |                   |  | ещё 8 семейств (согласно Системе APG II) | ещё 8 семейств (согласно Системе APG II) |                     |  |  |  | ещё 2 вида |
|  |                                      |  |                                                             | порядок Сапиндоцветные                                      |                   |  |                                          |                                          | род Ясенец          |  |  |  |            |
|  |                                      |  |                                                             | порядок Сапиндоцветные                                      |                   |  |                                          |                                          | род Ясенец          |  |  |  |            |
|  | отдел Цветковые, или Покрытосеменные |  |                                                             |                                                             | семейство Рутовые |  |                                          |                                          | вид Ясенец белый    |  |  |  |            |
|  | отдел Цветковые, или Покрытосеменные |  |                                                             |                                                             | семейство Рутовые |  |                                          |                                          |                     |  |  |  |            |
|  |                                      |  | ещё 44 порядка цветковых растений (согласно Системе APG II) | ещё 44 порядка цветковых растений (согласно Системе APG II) |                   |  |                                          | ещё около 160 родов                      | ещё около 160 родов |  |  |  |            |
|  |                                      |  |                                                             | ещё 44 порядка цветковых растений (согласно Системе APG II) |                   |  |                                          |                                          | ещё около 160 родов |  |  |  |            |

## Дополнительные сведения
Одно из народных названий ясенца белого — «неопалимая купина»  — связано со способностью растения интенсивно выделять в атмосферу большое количество летучих веществ. Особенно это проявляется в тёплые безветренные дни, когда растение как бы окутано невидимым «облаком» фитонцидов. И если поднести к растению зажжённую спичку, то вокруг растения можно наблюдать мимолётное пламя. Это потому, что составные части летучих веществ горючи и дают вспышки огня.